# Gualterio Looser
Gualterio Looser (Santiago de Xile, 4 de setembre del 1898 – Santiago de Xile, 22 de juliol del 1982) va ser un botànic xilè expert en falgueres.

## Abreviatura
Internacionalment s'empra l'abreviatura Looser per a indicar-lo com a autoritat en la descripció i classificació científica d'una espècie vegetal.

## Articles (selecció)
- 1934. Geografía Botánica de Chile Traducción de Karl F. Reiche "Grundzüge der Pflanzenverbreitung in Chile"
- 1928 Botánica miscelánea. Revista Univ. (Santiago) 13, 523
- 1935 Smith L.B. & Looser G. Las especies chilenas del género Puya. Rev. Univ. (Santiago) 20, 241-279.
- 1948 The ferns of southern Chile. Amer. Fern J. 38, 33-44
- 1955 Los helechos (Pteridófitos) de Chile central. Moliniana 1, 5-95
- 1973 El botánico chileno Eberhard Kausel. Bol. Soc. Argent. Bot. 15, 137